# Gundula Heinatz
Gundula Heinatz (* 12. Mai 1969 in Halle (Saale) als Gundula Nehse) ist eine Schachspielerin mit deutscher Staatsbürgerschaft, die in der Schweiz wohnt und arbeitet. Seit 2002 spielt sie für das Nationalteam der Schweizer Schachfrauen. 1993 erhielt sie von der FIDE den Titel Internationale Meisterin (WIM).

## Leben
Gundula Heinatz wuchs als Gundula Nehse in der DDR auf. Das Schachspielen lernte sie von ihrem Vater. Das richtige Training begann bei der BSG Chemie IW Ilmenau Sektion Schach. Als Gundula Nehse ging sie 1990 in Bad Blankenburg als letzte DDR-Meisterin in die deutsche Schachgeschichte ein.
Sie verlegte ihren Wohnsitz in die Schweiz und arbeitet als promovierte Spezialistin für Informationstechnologie bei der Firma Schweizerische Mobiliar Versicherungsgesellschaft. Der Titel ihrer Dissertation an der TU Dresden hieß Kommunikationsmuster und deren Anwendung in der Informationslandschaft.
Auch ihre Tochter Maria ist eine leistungsstarke Schachspielerin. Beim Mitropapokal 2015 standen Mutter und Tochter gemeinsam in der Schweizer Frauenmannschaft.

## Schach
Als Mädchen gewann sie in der DDR die Jugendeinzelmeisterschaft U18 der weiblichen Jugend in Ilmenau.

### Turniere (Auswahl)
Sie spielte bei folgenden Fraueneinzelmeisterschaften der DDR: 1987 in Glauchau (4. Platz), 1988 in Stralsund (5. Platz), 1989 in Zittau (4. Platz), 1990 in Bad Blankenburg (1. Platz).
Es folgten Frauenturniere in Dresden 1990 (geteilte Zweite hinter Zoya Lelchuk), das Ingrid Larsen Gedenkturnier in Farum 1991 (Dritte, Eliška Richtrová war Erste), ein Frauenturnier in Dresden 1992 (geteilte Zweite, Margarita Wojska siegte), das Farum Open 1993 (geteilte Dritte, Erste war Eliška Richtrová).
Bei der Deutschen Einzelmeisterschaft der Frauen 1993 in Bad Mergentheim wurde sie Vierte hinter Marina Olbrich, Anke Koglin und Isabel Hund.
Es folgten Zonenturniere der Frauen 1993 in Graz, 1995 in Ptuj und 1998 in Dresden.
Nach ihrem Wohnsitzwechsel in die Schweiz wurde sie Zweite hinter Tatjana Lematschko bei der Schweizer Damenmeisterschaft 2002 in Leukerbad.
2014 und 2018 gewann Heinatz die Schweizer Damenmeisterschaft.

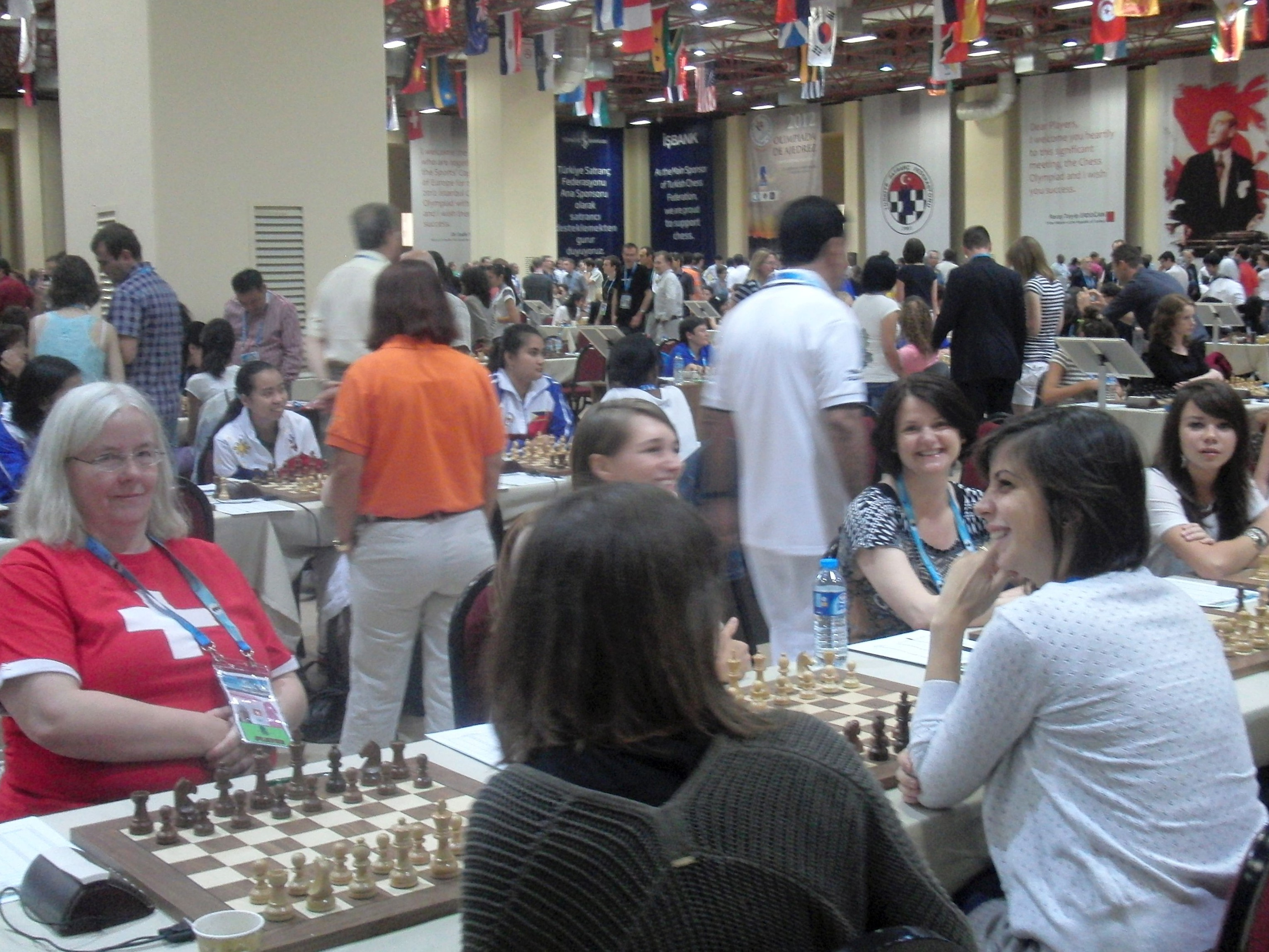
Schacholympiade 2012 in Istanbul, 5. Runde: Schweiz (Barbara Hund, Monika Seps, Gundula Heinatz und Laura Stoeri) gegen Montenegro

### Nationalmannschaft
Gundula Heinatz nahm mit der deutschen Frauenauswahl an der Schacholympiade 1992 in Manila teil.
Mit der Schweizer Frauenmannschaft spielte sie bei allen zehn Schacholympiaden seit der Schacholympiade 2002 in Bled.
An Mannschaftseuropameisterschaften der Frauen nahm sie 1992 mit Deutschland, sowie bisher sechsmal (2007 bis 2019) mit der Schweiz teil, wobei sie 2007 am dritten Brett das zweitbeste Einzelergebnis erreichte.

### Vereine
Gundula Heinatz spielte in der 1. Deutschen Schachbundesliga der Frauen von 1991 bis 1999 für den Dresdner SC (bis 1994 Post SV Dresden), mit dem sie 1995 die Meisterschaft gewann, und von 2002 bis 2013 sowie erneut seit 2015 für die Karlsruher Schachfreunde, denen sie auch in der Zwischenzeit nach dem Abstieg in die 2. Bundesliga weiter angehörte.
In der Schweiz ist ihr Verein der SK Trubschachen, mit dem sie in der Saison 2014 in der Nationalliga A (Schach) spielt, in der Schweizer 1. Bundesliga hatte sie in der Saison 2006/07 einen Einsatz bei N. N. Bern.